# Montagnes North Shore
Pour les articles homonymes, voir North Shore.
Les montagnes North Shore (en anglais North Shore Mountains) sont un massif montagneux qui surplombent la région de la ville de Vancouver dans la province de Colombie-Britannique au Canada, sur la rive nord de la baie Burrard. Les North Shore font partie de la chaîne Côtière dont elles constituent l'extrémité sud-ouest.

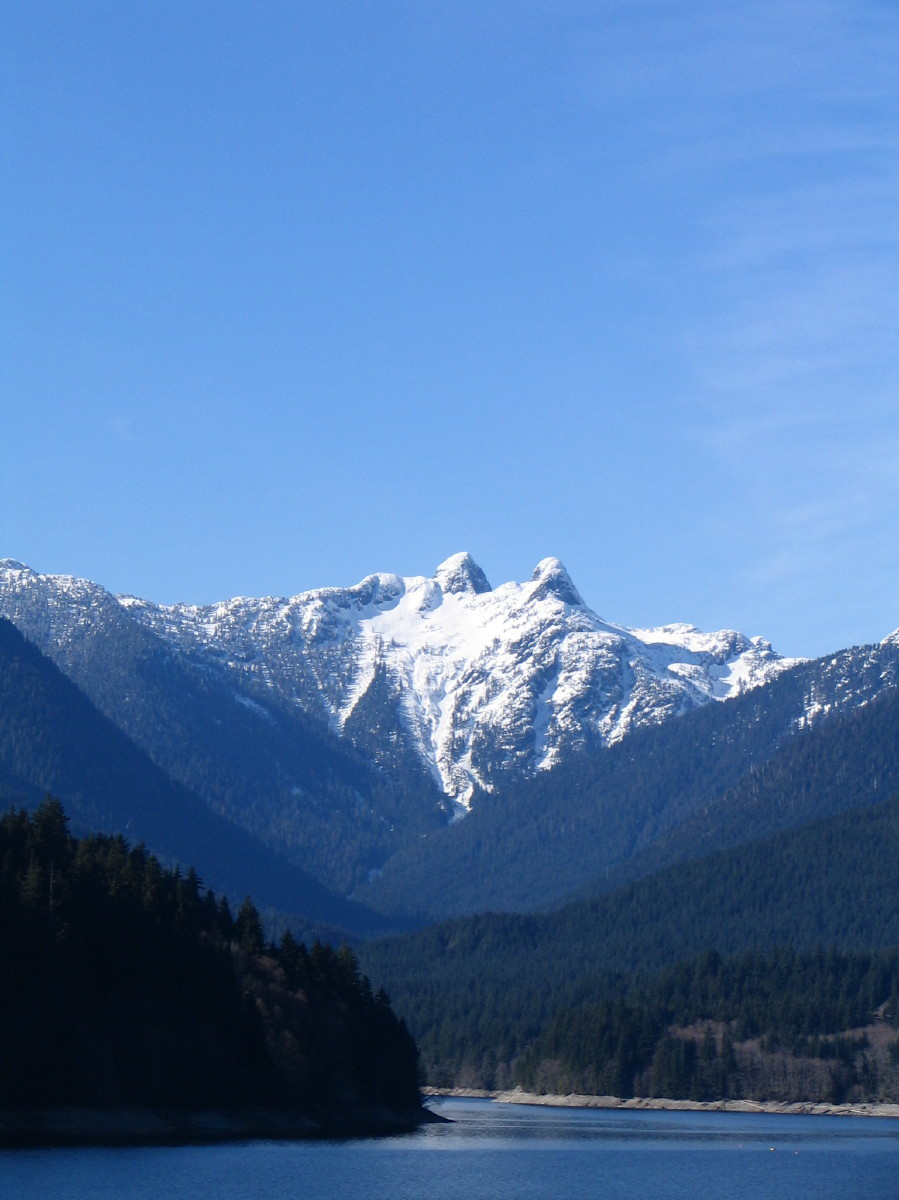
Les Lions, on voit le lac Capilano au premier plan

Une des formations les plus caractéristiques des montagnes North Shore, est appelée « Les Lions » (The Lions), elle est constituée de deux pics jumeaux en granite qui culminent à 1 654 mètres. Cette formation est nettement visible de la plus grande partie de la région de Vancouver. Elle a notamment donné son nom au pont Lions Gate.

Une vue panoramique des montagnes